# 劉海若
劉海若（1967年10月31日—），台灣籍前鳳凰衛視女主播。
2002年5月10日在英國旅遊時遇上火車出軌意外而重傷昏迷。在英国接受抢救期间，刘海若一度瞳孔完全散大，丧失了自主呼吸，对外界刺激也毫无反应，在这种情况下，英国医生一度怀疑她可能已经发生脑死亡，提出了进行脑干测试的建议，刘的家属拒绝。後來刘被轉往北京宣武醫院，由腦科專家凌鋒召集醫療小組，結合中西醫治療；劉海若在昏迷兩個多月後甦醒，被全球醫界視為「奇蹟」。

## 個人生活
其父劉鳳翰（中央研究院近代史研究所研究員）希望她能夠胸懷像大海一樣能夠包容，胸懷大志，所以起名海若（海若源於《莊子‧秋水》篇中海神的名字叫做若）。初生時是早產兒，僅得三磅並全身透明；全靠她頑強的生命力，兩個月後奇蹟地活下來。

## 學歷
- 1987年-1992年台灣中國文化大學史學系畢業
- 1993年至1994年美國柏克萊加州大學商業管理研究

## 經歷
- 1996年加入TVBS任晚間新聞主播、財經組副組長。
- 2000年加盟鳳凰衛視任中文台節目《時事直通車》主持人、資訊台財經節目主編兼主播。[4]

## 其他個人資料
- 喜歡主播：美國廣播公司主播彼得·詹寧斯
- 學習對象：張忠謀、
- 獎項　　：第八屆全球熱愛生命獎 、全台大專杯明星球員

## 工作履歷
| 工作履歷        | 工作履歷                                                       |
| 時間            | 簡介                                                           |
| --------------- | -------------------------------------------------------------- |
| 2001年5月       | 隨朱鎔基總理出訪東南亞                                         |
| 2001年4月       | 隨江澤民主席出訪拉丁美洲                                       |
| 2000年          | 加盟鳳凰衛視                                                   |
|                 | 任中文台「時事直通車」主持、資訊台財經節目主編兼主播           |
|                 | 連續兩年参加「人大政協兩會報道」及首屆「博鼇亞洲論壇」直播報道 |
| 2000年          | 年代新聞台財經組副組長                                         |
|                 | 年代新聞台晚間新聞主播                                         |
| 1999年-2000年   | TVBS 大陸新聞中心上海特派員                                    |
| 1998年-1999年   | TVBS 財經新聞資深記者                                          |
|                 | WTO 瑞士日内瓦會議                                             |
|                 | APEC 馬來西亞峰會                                              |
| 1997年-1998年   | 曾在香港短期派駐採訪香港主權移交                               |
|                 | APEC 加拿大峰會                                                |
| 1994年 - 1996年 | 台灣《商業周刊》文字記者                                       |
| 1990年 - 1993年 | 台灣中央研究院近代史研究院助理                                 |

## 曾專訪人物
| 曾專訪人物                | 曾專訪人物 |
| 名稱                      | 人物       |
| ------------------------- | ---------- |
| 微軟主席                  | 比爾·      |
| 戴爾(DELL) 董事長         |            |
| 惠普(Hewlett-Packard) CEO |            |
| 雅虎創辦人                | 楊致遠     |

## 康復歷程
| 康復歷程      | 康復歷程                                                                               |
| 時間          | 備註                                                                                   |
| ------------- | -------------------------------------------------------------------------------------- |
| 2002年5月10日 | 在英國倫敦波特斯巴遇上火車意外，並在英國皇家自由醫院接受治療。後被醫生判斷為腦幹死亡。 |
| 2002年5月13日 | 國務院總理朱鎔基夫婦致電關切劉海若。                                                   |
| 2002年5月16日 | 北京著名腦外科專家凌鋒證實海若不是腦幹死亡。但情況仍然十分危險，一直昏迷不醒。         |
| 2002年6月8日  | 轉到北京宣武醫院接受進一步治療。                                                       |
| 2002年7月8日  | 病情好轉，常出現流淚等反應。                                                           |
| 2002年7月15日 | 神智恢復清醒                                                                           |
| 2002年8月8日  | 開口說話                                                                               |
| 2002年11月8日 | 能夠站立並短距離行走                                                                   |

目前海若邏輯思維基本正常，言語較清晰，記憶力較好，正在進一步的康復中。